# بيرت لاسي
بيرت لاسي (بالإنجليزية: Bert Lacey)‏ هو نقابي وسياسي أسترالي، ولد في 12 يناير 1900 في ماريبوروه في أستراليا، وتوفي في 2 نوفمبر 1984 في Dynnyrne ‏ في أستراليا. نشط حزبياً في حزب العمال الأسترالي. وقد انتخب عضو مجلس نواب تسمانيا عن دائرة دنيسون ‏ (27 يناير 1959 – 2 مايو 1959) وانتخب عضو مجلس الشيوخ الأسترالي ‏ عن دائرة Tasmania ‏ (1 يوليو 1965 – 30 يونيو 1971).